# Old Dogs
Old Dogs är en amerikansk komedifilm från 2009, regisserad av Walt Becker. Filmen hade biopremiär i Sverige den 25 december 2009 och släpptes på DVD och Blu-ray den 14 april 2010 i Sverige. Filmen är tillägnad skådespelaren Bernie Mac och John Travoltas och Kelly Prestons son Jett Travolta. Både Kelly Preston och John Travoltas dotter Ella Bleu Travolta medverkar också i filmen. Filmen är barntillåten.

## Handling
En dag får Charlie Reed (John Travolta) och Dan Rayburn (Robin Williams) oplanerat ta hand om Dans för dem okända tvillingbarn Zach (Conner Rayburn) och Emily (Ella Bleu Travolta) i två veckor precis när de ska göra sitt livs affärsuppgörelse med ett stort japanskt företag värt flera miljoner.

## Rollista (i urval)
- John Travolta - Charlie Reed
- Robin Williams - Dan Rayburn
- Kelly Preston - Vicki Greer
- Seth Green - Craig White
- Ella Bleu Travolta - Emily Greer
- Lori Loughlin - Amanda
- Conner Rayburn - Zachary "Zach" Greer
- Matt Dillon - Gruppledare Barry
- Bernie Mac - Jimmy Lunchbox
- Justin Long - Gruppledare Adam
- Sab Shimono - Yoshiro Nishamura
- Kevin Yamada - Riku Nishamura